# Ульяновка (Криничанский район)
Ульяновка (укр. Улянівка) — село,
Дружбовский сельский совет,
Криничанский район,
Днепропетровская область,
Украина.
Код КОАТУУ — 1222082306. Население по переписи 2001 года составляло 140 человек.

## Географическое положение
Село Ульяновка примыкает к селу Каменьчаны,
на расстоянии в 1,5 км находятся сёла Дружба и Малярщина.